# 贝尔特朗日 (摩泽尔省)
贝尔特朗日（法語：Bertrange，法語發音：[bɛʁtʁɑ̃ʒ]；洛林法兰克语：Bertréng）是法国摩泽尔省的一个市镇，位于该省西北部，摩泽尔河右岸，属于蒂永维尔区。

## 地理
贝尔特朗日（49°18'38"N, 6°11'13"E）面积6.82 平方千米，位于法国大東部大區摩泽尔省，该省份为法国东北部内陆省份，是洛林的一部分，西南接默尔特-摩泽尔省，东临下莱茵省，北与卢森堡和德国接壤。
与贝尔特朗日接壤的市镇（或旧市镇、城区）包括：盖南日、伊朗日、于康日、沃尔斯特罗夫、于茨、斯蒂康日。

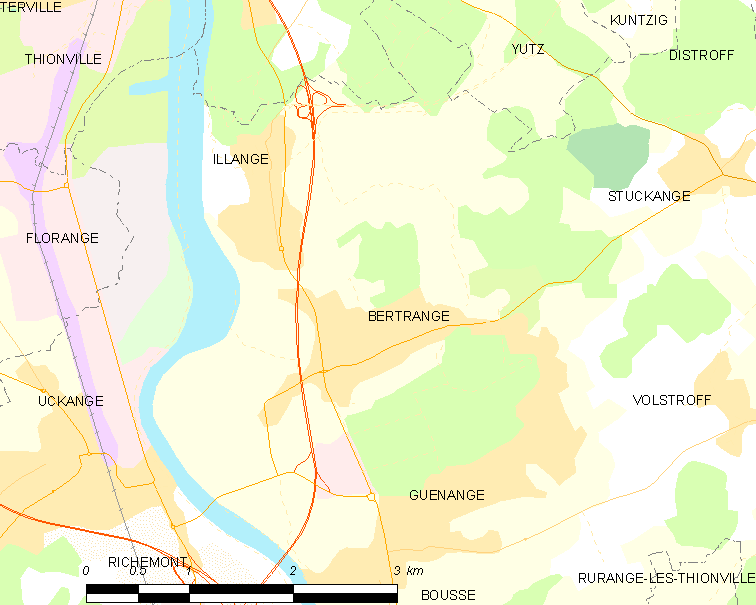
的OSM定位图

贝尔特朗日的时区为UTC+01:00、UTC+02:00（夏令时）。

## 行政
贝尔特朗日的邮政编码为57310，INSEE市镇编码为57067。

## 政治
贝尔特朗日所属的省级选区为梅采维斯县。

## 人口

1962-2008年间人口变化图示

贝尔特朗日于2022年1月1日时的人口数量为2900人。